# Liam Adcock
Liam Adcock (* 21. Juni 1996 in Paddington, New South Wales) ist ein australischer Leichtathlet, der sich auf den Weitsprung spezialisiert hat. 2024 wurde er in dieser Disziplin in Suva Ozeanienmeister.

## Sportliche Laufbahn
Erste internationale Erfahrungen sammelte Liam Adcock im Jahr 2017, als er bei der Sommer-Universiade in Taipeh mit einer Weite von 7,45 m in der Weitsprungqualifikation ausschied. 2022 siegte er mit 7,87 m bei den Copenhagen Athletics Games und im Jahr darauf siegte er mit 8,18 m beim Sir Graeme Douglas International. Im August verpasste er dann bei den Weltmeisterschaften in Budapest mit 7,99 m den Finaleinzug. 2024 siegte er mit 8,05 m bei den Ozeanienmeisterschaften in Suva, ehe er bei den Olympischen Sommerspielen in Paris mit 7,56 m in der Qualifikationsrunde ausschied. Im Jahr darauf gewann er dann bei den Hallenweltmeisterschaften in Nanjing mit 8,28 m die Bronzemedaille hinter dem Italiener Mattia Furlani und Wayne Pinnock aus Jamaika.
2023 wurde Adcock australischer Meister im Weitsprung.